# Legendre-Konstante

Die ersten 100.000 Glieder der Folge deuten eine Konvergenz gegen 1,08366 an.

Die Legendre-Konstante ist eine mathematische Konstante, die in einer 1798 von Adrien-Marie Legendre aufgestellten Formel auftritt, welche die Anzahl der Primzahlen abschätzt, die nicht größer als eine gegebene Zahl {\displaystyle n} sind. Ihr Wert wurde später als genau 1 bestimmt.
Legendre vermutete auf Grund seiner Überlegungen zur Häufigkeit von Primzahlen, dass der folgende Grenzwert existiert:
{\displaystyle \lim _{n\to \infty }{\biggl (}\!\ln(n)-{\frac {n}{\pi (n)}}{\biggr )}=B,}
dabei ist {\displaystyle \ln(n)} der natürliche Logarithmus von {\displaystyle n}, {\displaystyle \pi (n)} die Anzahl der Primzahlen, die nicht größer als {\displaystyle n} sind, und {\displaystyle B} die Legendre-Konstante, welche Legendre mit Hilfe von Berechnungen bis zunächst {\displaystyle n}=400.000, später {\displaystyle n}=1.000.000, auf etwa 1,08366 schätzte. Aus der Existenz der Konstanten folgt, unabhängig von deren genauem Wert, der Primzahlsatz.
Pafnuti Lwowitsch Tschebyschow bewies 1849, dass dieser Grenzwert {\displaystyle B} den Wert 1 hat, sofern er existiert. Ein einfacher Beweis wurde 1980 von János Pintz veröffentlicht.
Es ist eine direkte Folgerung des Primzahlsatzes, in folgender präziser Form von Charles de La Vallée Poussin,
{\displaystyle \pi (x)={\rm {Li}}(x)+{\mathcal {O}}\!\left(x\mathrm {e} ^{-a{\sqrt {\ln x}}}\right)\quad {\text{wenn }}x\to \infty }
(für eine positive Konstante {\displaystyle a}, wobei {\displaystyle {\mathcal {O}}(\dotso )} das Landau-Symbol ist), dass {\displaystyle B} tatsächlich existiert und 1 ist. Der Primzahlsatz wurde 1896 unabhängig von Jacques Hadamard und Charles de La Vallée Poussin (ohne Restabschätzung) bewiesen.